# Commodore CBM 700
Commodore CBM 700 (CBM 700 Series) је серија професионалних рачунара, производ фирме Комодор (Commodore) која је почела да се израђује у Сједињеним Америчким Државама током 1983. године.
Користили су MOS 6509 (Zilog Z80 + Intel 8088 опциони) као централни микропроцесор а RAM меморија рачунара CBM 700 серије је имала капацитет од 128 KB (до 896 KB). 
Оперативни систем је био базиран у ROM (CP/M или MS DOS су били опциони).

## Детаљни подаци
Детаљнији подаци о рачунару CBM 700 Series су дати у табели испод.
|                       |                                                                                                |
| [ 1 ]                 |                                                                                                |
| Произвођач            | Комодор                                                                                        |
| Тип                   | професионални рачунар                                                                          |
| Меморија              | 128 (до 896 KB)                                                                                |
| Поријекло             | Сједињене Америчке Државе                                                                      |
| Година                | 1983                                                                                           |
| Тастатура             | пуни помак тастера, 94 тастера са нумеричком тастатуром и функцијским/програмибилним тастерима |
| Процесор              | 8088 опциони)                                                                                  |
| Фреквенција процесора | 2                                                                                              |
| RAM                   | 128 (до 896 KB)                                                                                |
| ROM                   | 28 KB                                                                                          |
| Текст                 | 80 знакова x 25 линија                                                                         |
| Графика               | нема                                                                                           |
| Боја                  | једна боја                                                                                     |
| Звук                  | 3 гласа, 9 октава (исто коло SID 6581 као код C-64)                                            |
| Димензије             | 46 (ширина) x 59,5 (дубина) x 46 (висина)                                                      |
| Портови               |                                                                                                |
| Оперативни систем     | базиран у или опциони)                                                                         |